# إلكترو (روبوت)

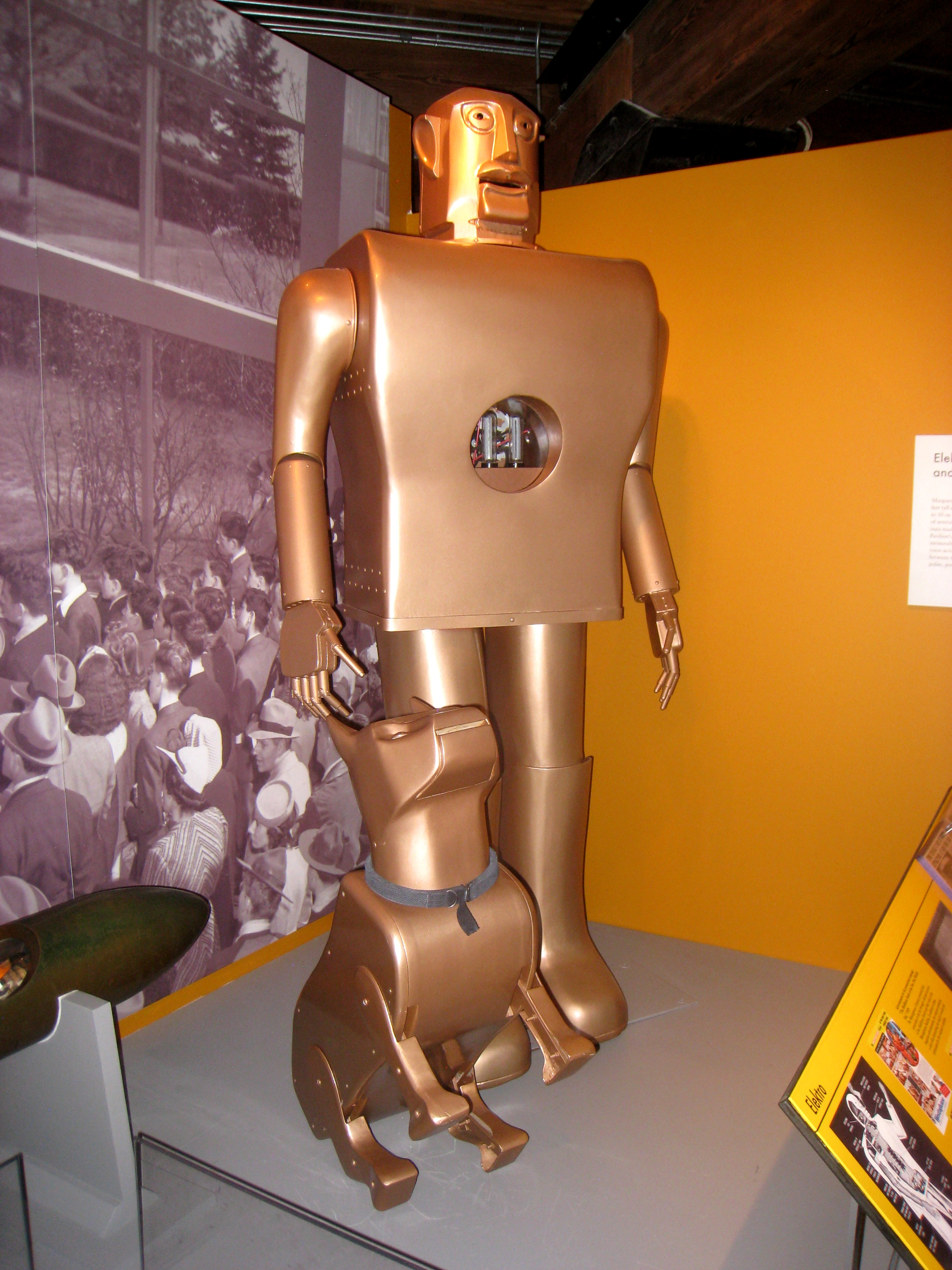
Elektro موتو-الرجل كلبه الصغير Sparko

إلكترو (بالإنجليزية: Elektro)‏ هو لقب من لروبوت بنته شركة ويستينغهاوس في مانسفيلد، أوهايو  ما بين الأعوام 1937 و 1938. طوله سبعة أقدام (2.1 م)، وزنه 265 باوند (120.2 كجم) وهو بشري المظهر، ويسير من خلال الأوامر الصوتية، ويتحدث 700 كلمة
وباستطاعته تدخين السجائر، وتفجير البالونات وتحريك رأسه وأذرعه. عيونه الكهروضوئية قادرة على تمييز الضوء الأحمر والأخضر. تم عرضه في المعرض في عام 1939 في نيويورك وعُرض مجددا هناك في عام 1940 مع روبوت "Sparko" ، الكلب الروبوت القادر على النباح والجلوس، ومداعبة البشر.

## التاريخ
تم التجوال بالروبوت في أمريكا الشمالية في عام 1950 كترويج لشركة ويستينغهاوس وعرض في حديقة المحيط الهادئ في مدينة فينسيا في أواخر الخمسينيات وبداية الستينيات من القرن العشرين.
يعرض الروبوت حاليا في متحف مانسفيلد التذكاري. وفي عام 2013، تم عرض نسخة طبق الأصل من إلكتروفي متخف هنري فورد في ديربورن (ميشيغان).

## وصلات خارجية
- Elektro commentary
- YouTube Video footage of Elektro at the 1939 World's Fair
- The Middleton Family at the New York World's Fair (1939) Shows entire Elektro demo starting at 34 minutes into movie.
- Mansfield Memorial Museum